# 水越達雄
水越 達雄（みずこし たつお、1911年（明治44年）1月1日 - 1994年（平成6年）6月12日）は、昭和時代の土木工学者、実業家。

## 経歴・人物
東京市に生まれる。1936年（昭和11年）東京帝国大学工学部土木工学科を卒業し、大日本電力に入社。秋田県鳥海山麓の子吉川の水力開発でアーチ型コンクリート水路橋の設計施工に携わる。1939年（昭和14年）日本発送電に入社し、只見川水系宮下発電所などの調査設計および南方派遣団員としてセレベス島方面の電源調査に従事する。
ついで大日本帝国海軍嘱託の特殊建設部隊「刀水隊長」、日本発送電関東支店土木部水路課長を経て終戦を迎え、1951年（昭和26年） 電力再編成により成立した東京電力に入社。建設部発電計画課長として水力発電所の開発に尽力した。建設部土木課長、鬼怒川水力建設準備事務所長、建設部長、取締役建設部長を経て、1971年（昭和46年） 常務取締役に就任。この間、梓川再開発計画や高瀬川水力発電所建設などで指揮を取った。
その後は送変電建設本部長担務を経て、1977年（昭和52年）東京電力最高顧問、1991年（平成3年）東京電力顧問を歴任した。ほか、土木学会会長、岩の力学連合会理事長、日本コンクリート工学協会長、電力土木技術協会副会長、常磐共同火力社長・顧問など要職を務めた。

## 受賞
- 1985年（昭和60年） - 土木学会功績賞[1]

## 栄典
勲章等
- 1974年（昭和49年） - 藍綬褒章[2]